# Teina Teiti
Teina Teiti (ur. 2 kwietnia 1983) – lekkoatleta z Wysp Cooka, sprinter, olimpijczyk.

## Występy na igrzyskach olimpijskich
Teiti startował jedynie na Igrzyskach Olimpijskich w Sydney. Wówczas, wystartował w eliminacjach biegu na 100 metrów. Startował z drugiego toru w szóstym wyścigu eliminacyjnym; uzyskawszy czas 11,22, zajął siódme miejsce w biegu eliminacyjnym, a w łącznej klasyfikacji pierwszej rundy, został sklasyfikowany na 92. miejscu. Jego czas reakcji, wyniósł 0,170 sekundy.

## Pozostałe występy
Odpadał w eliminacjach podczas mistrzostw świata juniorów młodszych w 1999 (na 100 metrów) oraz na mistrzostwach świata juniorów w 2000 (na 200 metrów). Teiti jest dwukrotnym złotym medalistą Mistrzostw Australii i Oceanii juniorów młodszych w lekkoatletyce z 2000 roku (odbywały się one w Adelaide). Tytuły mistrzowskie zdobywał na dystansach 100 i 200 metrów. W tej pierwszej konkurencji, uzyskał czas 11,01, natomiast w tej drugiej 22,63.

## Rekordy życiowe
| Dystans            | Wynik (s) | Data i miejsce             | Uwagi             |
| ------------------ | --------- | -------------------------- | ----------------- |
| Bieg na 100 metrów | 10,8      | 8 sierpnia 2000, Tereora   |                   |
| Bieg na 200 metrów | 22,46     | 25 sierpnia 2000, Adelaide | rekord Wysp Cooka |